# Cyperus leptocladus
Cyperus leptocladus är en halvgräsart som beskrevs av Carl Sigismund Kunth. Cyperus leptocladus ingår i släktet papyrusar, och familjen halvgräs. Inga underarter finns listade i Catalogue of Life.